# ستيشوفيت
ستيشوفيت هو شكل كثيف من أشكال ثنائي أكسيد السيليكون (السيليكا) SiO2؛ هو نادر الوجود في القشرة الأرضية، ولكنه يتوفر في الطبقات السفلى من الأرض، طبقة الوشاح.
تنسب التسمية إلى عالم البلورات الروسي سيرجي ميخائيلوفيتش ستيشوف Sergei Michailowitsch Stischow.